# Fraktion der Allianz der Liberalen und Demokraten für Europa
Die Fraktion der Allianz der Liberalen und Demokraten für Europa (ALDE) war von 2004 bis 2019 eine Fraktion im Europäischen Parlament. Auch in der Parlamentarischen Versammlung des Europarats, im Ausschuss der Regionen sowie in der Parlamentarischen Versammlung der NATO bestehen Fraktionen dieses Namens.
Die ALDE-Fraktion im Europäischen Parlament bestand aus den Abgeordneten der liberalen ALDE-Partei, ehemals Europäische liberale demokratische und Reformpartei (ELDR), der liberale Parteien angehören, und der Europäischen Demokratischen Partei (EDP), einer Vereinigung von Zentrumsparteien. Von 2004 bis 2014 war sie drittgrößte Fraktion, von 2014 bis 2019 viertstärkste Gruppe des Parlaments. Zuletzt umfasste die ALDE-Fraktion 67 Mitglieder aus 21 Ländern. Vorsitzender der ALDE-Fraktion war bis 2009 Graham Watson, danach Guy Verhofstadt.
Nach der Europawahl 2019 gründeten die Parteien der ALDE gemeinsam mit „Renaissance“, der Liste des französischen Präsidenten Emmanuel Macron, und der rumänischen Allianz USR-PLUS die neue Fraktion Renew Europe. Die Fraktion umfasste bei Konstituierung 108 Abgeordnete, 39 mehr als die ALDE-Fraktion zuletzt.
Auch in der Parlamentarischen Versammlung des Europarats gab es eine ALDE-Fraktion. Dort waren mangels einer eigenen grünen Fraktion auch vereinzelte Mitglieder der Europäischen Grünen Partei (EGP) Teil der ALDE.

## Nationale Parteien in der Fraktion
| LD   | LD     | ELDR | ELDR   | ALDE | ALDE    |
| 1979 | 40/410 | 1994 | 44/567 | 2004 | 88/732  |
| 1984 | 38/434 | 1999 | 42/626 | 2009 | 100/785 |
|      |        |      |        |      |         |
| 1984 | 31/434 | 1999 | 50/626 | 2009 | 84/736  |
| 1989 | 45/518 | 2004 | 67/788 | 2014 | 83/766  |
|      |        |      |        |      |         |
| 1989 | 49/518 |      |        | 2014 | 67/751  |
| 1994 | 45/518 |      |        | 2019 | 69/751  |